# Der Dieb und die Geisha
Der Dieb und die Geisha (Originaltitel: ええじゃないか, Eejanaika) ist ein japanischer Film von Shōhei Imamura aus dem Jahr 1981.

## Handlung
Der Film spielt im Japan der 1860er Jahre: Die Edo-Zeit ist zu Ende und die Meiji-Zeit hat noch nicht begonnen. Japan erlebt eine kurze Zeit der Öffnung zum Westen zwischen zwei Perioden der Abschottung. Genji, ein armer Bauer, kommt nach mehreren Jahren im Exil in den USA nach Japan zurück und sucht dort seine Frau Ine. Er bemerkt, dass seine Frau zwischenzeitlich von ihrem Vater in die Prostitution verkauft worden ist. Die anderen Protagonisten sind Itoman aus Okinawa, der den Mord an seiner Familie durch einen japanischen Aristokraten rächen will, der ehemalige Samurai Furukawa, der nun mit einer Prostituierten in der Unterwelt von Edo zusammenlebt, und Kinzō, ein Kleinkrimineller.

## Kritik
„Ermüdendes historisches Filmspektakel, künstlerisch belanglos und in seinem menschlichen und zeitkritischen Anliegen nicht überzeugend.“